# Nebes-Öl
Als Nebes-Öl bezeichneten die Alten Ägypter ein stark aromatisches Öl, das wahrscheinlich vom Syrischen Christusdorn (Ziziphus spina-christi) oder von Ziziphus lotus gewonnen wurde. Es könnte auch die Schwarze Brustbeere (Cordia myxa Syn.: Cordia sebastena) gewesen sein, sie wurden schon früh von den Ägyptern verwendet, oder auch Cordia dichotoma (Syn.: Cordia obliqua). Es erscheint bereits in der 1. Dynastie auf Elfenbeinetiketten und später verstärkt im Alten Reich, wo das Öl als Duft- und Salböl in den Opferlisten für den Totenkult aufgeführt wird. Ab dem Neuen Reich wird es nicht mehr erwähnt.